# Belle Delphine
Mary-Belle Kirschner (Ciudad del Cabo, Sudáfrica; 23 de octubre de 1999), más conocida por su nombre artístico Belle Delphine, es una celebridad de Internet, modelo y actriz pornográfica británica-sudafricana. Comenzó a destacar por hacer uso de sus redes sociales llevando modelos eróticos y de cosplay. Sus publicaciones, tanto en Twitter, Instagram, TikTok o YouTube, han estado a menudo influenciadas por memes y tendencias populares.
A mediados de 2019, ganó notoriedad al crear una cuenta satírica en Pornhub y vender su producto "GamerGirl Bath Water" a través de su tienda en línea. Poco después, su cuenta de Instagram fue eliminada debido a violaciones a las pautas de la comunidad. Después de una pausa desde octubre de 2019 hasta junio de 2020, abrió una cuenta OnlyFans, en la que comenzó a publicar contenido para adultos y a subir videos musicales de YouTube que eran marcadamente explícitos. Los medios de comunicación la han descrito como una e-girl y un cruce entre un trol de Internet y una artista de performance.

## Primeros años
Originaria de Sudáfrica, nació en Ciudad del Cabo en octubre de 1999. Se crio en un hogar cristiano devoto. Después de que sus padres se divorciaran, se mudó junto a su madre a Inglaterra, estableciéndose en Lymington, una ciudad portuaria en el condado de Hampshire. Asistió a la escuela Priestlands, pero la abandonó a los 14 años después de sufrir ciberacoso. Alrededor de ese período, fue tratada por depresión. Encontró trabajo como camarera, niñera y barista. Comenzó a publicar fotos de sus cosplays en su cuenta de Facebook, que posteriormente fue eliminada, y describió sus antiguas publicaciones de cosplay como "de baja resolución y poco iluminadas".

## Carrera en Internet

### Carrera temprana como creadora de contenidos en línea (2015-2019)

#### Primeros años y modelaje en Instagram
Delphine comenzó su cuenta de Instagram en 2015. En julio de 2016, registró una cuenta de YouTube y, en agosto, subió un tutorial de maquillaje. En 2018, Delphine comenzó a subir regularmente fotos de su modelaje en Instagram, que tenía una estética autoproclamada de "extraña elfa gatita", usando accesorios como pelucas rosas, medias y orejas de gato. También produjo regularmente contenido de cosplay que incluía a personajes como Harley Quinn y D.Va (personaje del videojuego Overwatch). En marzo de 2018, lanzó una cuenta de Patreon, donde los seguidores podían recibir acceso a conjuntos de fotos autodenominados como "lascivos". En septiembre, subió un segundo video de YouTube con un recorrido por su habitación (room tour). La revista Rolling Stone señaló que su estilo en este segundo video estaba más en línea con el que adoptó más tarde durante su ascenso a la prominencia, al que describieron como "estrella porno extraterrestre de la princesa Disney".
El recuento de seguidores de Instagram de Delphine aumentó de 850 000 en noviembre de 2018 a 4,2 millones en julio de 2019. Su contenido comenzó a incluir de manera notable y frecuente expresiones faciales ahegao, expresiones exageradas que significan un orgasmo que a menudo aparece en el anime para adultos (hentai). Complex declaró que "ha publicado clips de sí misma comiendo tímidamente un huevo crudo, con cáscara y todo. Un pergamino a través de su alimentación es tan probable que encuentre trampas de sed coloridas como ver fotos de ella jugando con un pulpo muerto". A medida que su popularidad crecía, Delphine comenzó a generar controversia por su contenido. En enero de 2019, la creadora de contenido para adultos Indigo White alegó que, cuando era menor de edad, Delphine hizo pasar las fotos de otras trabajadoras sexuales como propias. Un video de febrero, en el que Delphine bailaba una canción sobre el suicidio mientras sostenía un arma, también generó controversia. Poco después de su publicación, circularon en línea falsos rumores de su muerte.

#### Cuenta de Pornhub y el fenómeno "GamerGirl Bath Water"
En junio de 2019, Delphine hizo una publicación en Instagram en la que prometió crear una cuenta de Pornhub si la misma alcanzaba 1 millón de me gusta. Pornhub respondió a la publicación, llamándola "la mejor noticia". La publicación obtuvo rápidamente más de 1.8 millones de me gusta; como prometió, Delphine se creó una cuenta en el portal erótico, a la que subió 12 videos. Todos los videos eran videos trol que presentaban miniaturas y títulos engañosos y no eran sexualmente explícitos. Cada uno de los videos recibió proporciones bajas de me gusta y no me gusta, que oscilaban entre el 66 % y el 77 % de no me gusta. Pornhub Insights publicó un informe de estadísticas que detallaba que los videos de Delphine se convirtieron en los más desagradables en la historia del sitio web. Uno de los videos, titulado "PEWDIEPIE goes all the way INSIDE Belle Delphine" era un clip de apenas un minuto que mostraba "una Delphine con orejas de gato comiendo una foto del youtuber sueco PewDiePie, guiñando un ojo". El video obtuvo una respuesta similar en broma de PewDiePie. Más tarde, en 2019, Delphine fue nominada a un premio Pornhub. En diciembre, el informe de estadísticas anual de Pornhub enumeró a Delphine como la celebridad más buscada en 2019;
El 1 de julio de 2019, Delphine lanzó su tienda online, en la que incluía un producto denominado "GamerGirl Bath Water". El producto se comercializó como los restos del agua de su baño en un frasco y tenía un precio de 30 dólares. Delphine declaró que la idea del producto para vender el agua de su baño surgió de los continuos comentarios de los fanáticos sobre sus fotos diciendo que lo llegarían a beber. Al vender inicialmente el producto, Delphine agregó la nota: "Esta agua no es para beber y solo debe usarse con fines sentimentales". La primera partida del producto se agotó en tres días. "The GamerGirl Bath Water" fue recibida con controversia, con cobertura de los medios y memes de Internet. Dos días después de que se agotara el producto, se creó un sitio web para intentar capitalizar su éxito, vendiendo "GamerGirl Pee" por poco menos de 10 000; si bien se confirmó que esto no estaba asociado con Delphine.
El periodista E. J. Dickson de Rolling Stone señaló entonces que la respuesta de los medios de comunicación alternaba entre "burlarse de los fanáticos de Delphine por su ingenuidad y aplaudirla por su habilidad para el marketing". Katie Bishop, escribiendo para The Guardian, informó que la venta fue "ampliamente burlada". International Business Times escribió "mientras que algunas personas se divertían con la idea de comprar el agua de baño de alguien, otros han dicho que cualquiera que compró el agua de baño de GamerGirl estaba 'triste' y 'patético'". Patricia Hernandez de Polygon comentó: "Quizás esto parezca algo extraño, pero es muy similar al fenómeno de las trabajadoras sexuales vendiendo artículos íntimos, como bragas". También opinó: "es curioso acerca del ajetreo lateral de Delphine aquí es que parece ser una mezcla de negocios y arte escénico de siguiente nivel. En el video que anuncia el agua del baño, ella llama directamente a esto un truco. Y si miras su obra más amplia en Instagram, el trabajo de Delphine se define por su voluntad de ir allí".
En una entrevista de julio de 2019 con The Guardian, Delphine declaró: "Tengo suerte. Puedo hacer cosas locas y ver al mundo reaccionar ante ellas, y definitivamente hay diversión en eso, incluso si a veces da un poco de miedo. mayor reacción a mi contenido más extraño, pero creo que eso solo es posible porque también hago contenido subido de tono". Agregó: "Creo que ha sido increíble y divertido, pero es hora de pasar a cosas nuevas. Tengo un diario al lado de mi cama lleno de ideas locas. No estoy segura de qué superará esto, pero estoy deseando ver lo que vendrá después".

#### Eliminación de Instagram y pausa de actividad
El 19 de julio de 2019, su cuenta de Instagram fue suspendida. Un portavoz de la red declaró que su cuenta había violado las pautas de la comunidad, aunque no se proporcionó la publicación o el motivo específico. En el momento de la prohibición, la cuenta "belle.delphine" había acumulado más de 4,5 millones de seguidores, según Business Insider y Social Blade. Delphine declaró que estaba en contacto con Instagram para restaurar su cuenta.
Delphine continuó usando sus cuentas de Patreon y Twitter. En un momento, su cuenta de Patreon tenía más de 4 400 seguidores. Polygon señaló que "al menos un hombre" gastó 2 500 dólares a cambio de una conversación personal por Skype con Delphine. A finales de agosto, Delphine se volvió inactiva en sus plataformas de redes sociales, lo que hizo que muchos seguidores de Patreon crearan que estaban siendo estafados por el próximo contenido prometido previamente.
El 7 de octubre de 2019, Delphine tuiteó una imagen de su foto policial, con una leyenda que detallaba que fue arrestada. La imagen contenía una marca de agua de la Policía Metropolitana de Londres, aunque no había ninguna prueba externa de un arresto por parte de la Policía Metropolitana o de otro tipo. Delphine declaró más tarde que alguien había robado a su hámster en una fiesta y que ella destrozó el coche de esa persona en represalia, lo que resultó en su arresto. Las publicaciones en línea y los usuarios cuestionaron la autenticidad de sus afirmaciones. Delphine subió su cuarto video de YouTube en noviembre de 2019, antes de tomarse un descanso del mundo audiovisual.

### Regreso a redes (2020)

#### Transición a OnlyFans y contenido pornográfico
En junio de 2020, Delphine regresó a las redes sociales con un video musical de YouTube que parodia la canción Gooba, del rapero estadounidense 6ix9ine. El video también promocionó sus cuentas recién lanzadas de Instagram, TikTok y OnlyFans. Su recorrido por TikTok duró poco, pues acabó siendo expulsada. The Spectator y Business Insider informaron que su cuenta de OnlyFans generaba más de 1,2 millones de dólares al mes. En septiembre, Delphine subió un video musical de la canción Plushie Gun de Doll.ia, en la que se mostraba haciendo twerking, lamiendo una hoja de afeitar y jugando con pistolas de juguete.
El 20 de noviembre de 2020, el canal de YouTube de Delphine se canceló sin previo aviso "debido a violaciones múltiples o graves de la política de YouTube sobre desnudez o contenido sexual". Esta cancelación se produjo "casi inmediatamente" después de que el video "Plushie Gun" de Delphine fuera eliminado por "violar las pautas de contenido sexual de la plataforma. Antes de esto, muchos de sus videos tenían restricciones de edad por su visible contenido para adultos. Por aquel entonces, su canal tenía alrededor de 1,8 millones de suscriptores y 78 millones de visitas. El cierre fue criticado por la propia Delphine, así como por sus seguidores. Su canal se restableció al poco tiempo y YouTube atribuyó la rescisión a "un error del equipo de revisión". Alrededor de este tiempo, Delphine comenzó a publicar contenido explícito y para adultos en su cuenta de Twitter. El 25 de diciembre de 2020, subió uno de sus primeros vídeos explícitos manteniendo relaciones sexuales con su novio a su cuenta OnlyFans.
En 2021, Delphine publicó imágenes de una sesión de fantasía con un secuestro en escena, lo que llevó a varios usuarios de Twitter a acusarla de promover la violación. Delphine defendió su publicación, afirmando que "no hay nada de malo en disfrutar del juego de poder y el BDSM donde ambas personas son consensuales". Se tomó otra pausa de Internet en 2021 y compartió en Twitter que "prometió no volver a hacer porno nunca más", queriendo vivir en una cabaña y viajar. Sin embargo, en abril de 2022, reanudó la creación de contenido en línea.

## Recepción mediática e imagen pública

Sus vídeos poniendo cara ahegao le generó una considerable atención mediática.

Su personalidad y contenido de Delphine despertaron la curiosidad y el escrutinio tanto de los usuarios en línea como de los medios de comunicación. Varios medios, incluidos Business Insider, The Cut, Kotaku y Polygon la describieron como una trol de Internet, y acusaron su actividad en línea como "acrobáticas", saltando de un género a otro. Muchos de esos medios también afirmaban que el contenido a menudo erótico de Delphine tenía tíntes satíricos e irónicos. Sobre su polarizante presencia en las redes sociales, el diario londinense Evening Standard escribió que Delphine "ha provocado una oleada de debates en línea, con fanáticos que la califican de todo, desde una maestra manipuladora hasta un estereotipo sexista dañino de chicas gamer". Business Insider citó la respuesta de un fan en particular, que comparó a Delphine con un "Andy Warhol de 2019". La propia Delphine consideró que su modelaje entraba en la categoría de lo erótico, pero en diciembre de 2020, cuando se le preguntó si consideraba su actividad en línea como arte de performance, Delphine cuestionó la idea. En cambio, describió sus acciones como "solo bromas" y continuó diciendo que le gustaba "jugar" en línea, diciendo que Internet era "un lugar realmente divertido para bromear y jugar".
Su polarizadora presencia en las redes sociales se notó a menudo en su cobertura mediática, con Kitty Guo, de Vice, describiendo que el humor de Delphine era "irónico y deliberadamente asqueroso". Bishop (The Guardian) escribió que Delphine "ha aprovechado con éxito una subcultura en línea creando contenido que existe en algún lugar entre las bromas de Internet y el modelaje erótico. Para muchos de sus seguidores, Delphine es una personalidad antes que una modelo pornográfica". Alex Galbraith, que escribe para Complex, comentó que sus "acrobacias" excepcionalmente extrañas parecen estar satirizando toda la idea de la sensualidad". Joshua Rivera opinó que la sexualidad abierta en el contenido de Delphine se presentó satíricamente, "dada su larga lista de acrobacias que tienden a subvertir o jugar con tropos fetiche bien establecidos". Sobre la sexualidad de sus publicaciones en redes sociales, James Cook de The Telegraph comentó que Delphine era "una de una nueva generación de celebridades de las redes sociales, en su mayoría jóvenes, que ha encontrado una manera de aprovechar la cultura obsesiva y sexualizada de Internet para hacer grandes cantidades de dinero", aunque de "manera dudosa".
Su asociación con una imagen de e-girl llegó a ser cubierta en los medios de comunicación, y las publicaciones la han citado como una influencer. Kotaku y Business Insider la describieron como una "e-girl consciente de sí misma", y como una figura que algunos pueden señalar como "un símbolo de la primera ola de e-girl", respectivamente. Después del éxito del producto "GamerGirl Bath Water", Rivera opinó que "jugaba con todo tipo de estereotipos sobre las mujeres en los juegos y cómo algunos hombres las ven: como unicornios míticos para codiciar". Dickson, para Rolling Stones, la describió un tanto "extraña" y "ridícula", en lugar de usar el término de "abiertamente sexual", opinando que "dicho contenido parece indicar que Delphine se está inclinando en, si no abiertamente parodiando, la percepción de la chica ideal como una joven caliente e inocente cuyo deseo de jugar a Fortnite sólo es eclipsado por su deseo por la polla [sic] de un jugador nerd".
Lela London, escribiendo para The Telegraph, opinó que "para que las mujeres realmente escapen del control de género de los videojuegos, debemos criar a más chicas gamers no fetichizadas en la cima. Belle Delphine es una prueba de que todavía queda mucho camino por recorrer". Aoife Wilson, directora de video de Eurogamer, comentó positivamente sobre su personalidad y contenido, afirmando que "es una mujer de negocios increíblemente inteligente. Obtuvo un gran número de seguidores en línea gracias a su amor por el cosplay y su capacidad para replicar caras de ahegao de la vida real. Ha mantenido ese impulso al interactuar con sus seguidores y probar cosas nuevas, siempre bordeando la línea entre lo sexy y lo surrealista. Conoce absolutamente a su audiencia".
También se ha examinado el uso que hace su contenido de temas de la cultura popular japonesa. Dickson escribió que las referencias a la cultura japonesa en el contenido de Delphine han provocado críticas, ya que ha sido "acusada de racismo y apropiación cultural en su cosplay, además de capitalizar la erotización de las jóvenes". Por el contrario, la actriz pornográfica japonesa Marica Hase declaró: "Veo a sus personajes de manga más como un homenaje y no como racistas".
Citando a Delphine como "una trol surrealista que se volvió demasiada para Instagram", Business Insider la posicionó en el puesto 89 en la edición 2019 de su lista UK Tech 100, que presentaba a las cien "personas más interesantes, innovadoras e influyentes que dan forma a la escena tecnológica del Reino Unido". En 2021, después de su transición a OnlyFans, la cuenta de Delphine fue considerada una de las más populares en la plataforma; LA Weekly la clasificó como la número 6 en el sitio, calificando a Delphine como la "Mejor Chica Gamer" de la plataforma, mientras que Men's Journal la calificó como "una de las mejores estrellas porno de cosplay en OnlyFans".

## Vida personal
La pareja de Delphine se desempeña a menudo como fotógrafo de su contenido de modelaje, sin aparecer delante de las cámaras, mostrándose en el anonimato. Actuó de forma anónima con ella en su debut en el porno hardcore, que fue lanzado en su cuenta OnlyFans en diciembre de 2020.